# Розенбах, Оттомар
Оттомар Эрнст Феликс Розенбах (нем. Ottomar Ernst Felix Rosenbach;  4 января 1851, Крапковице — 20 марта 1907) — немецкий врач, профессор патологии и терапии в Бреславском университете (1888—96).

## Труды
- «Ansteckung, Ansteckungsfurcht und die bakteriologische Schule» (1892);
- «Die Entstehung und hygienische Behandlung der Bleichsucht» (Лейпциг, 1893);
- «Die Grundlagen der Lehre vom Kreislauf» (Вена, 1894);
- «Beiträge zur Pathologie und Therapie des Verdauungsapparates» (1895);
- «Nervöse Zustände and ihre psychische Therapie» (1897; 2-е изд. в 1904 г.);
- «Grundriss der Pathologie und Therapie der Herzkrankheiten» (Берлин, 1899);
- «Wesen und Behandlung der Krisen» (1899);
- «Arzt contra Bacteriologe» (Вена, 1902 г., англ. перевод в Нью-Йорке в 1904 г.).

С 1874 по 1877 годы он был ассистентом Вильгельма фон Лейбе (1842-1922) и Карла Нотнагеля (1841-1905) в госпитале Университета Иены.